# Gistel

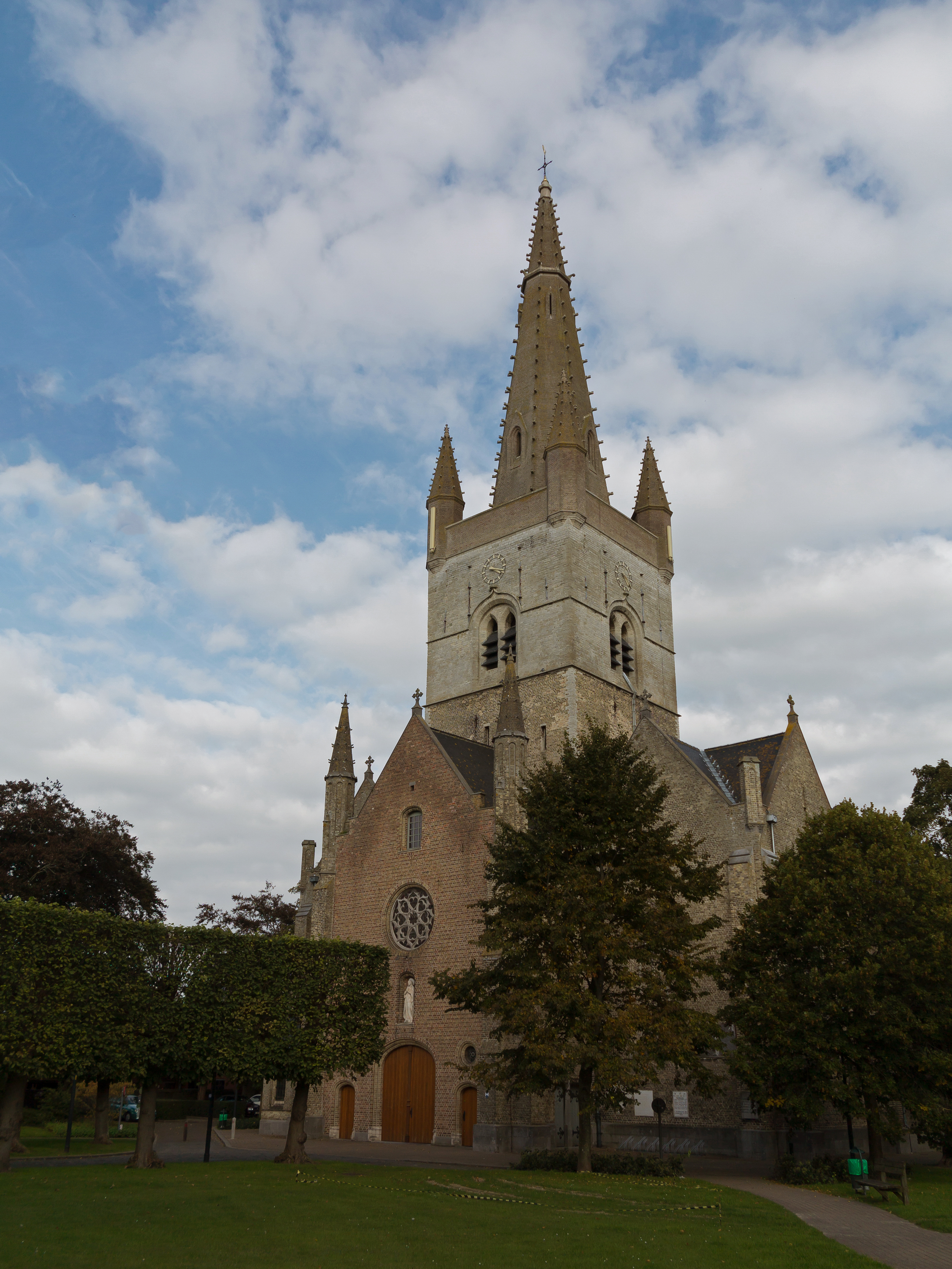
Iglesia: parochiekerk Onze-Lieve-Vrouw ten hemel opgenomen

Gistel es un municipio de la región de Flandes, en la provincia de Flandes Occidental, Bélgica. A comienzos de 2018 contaba con una población total de 12.063 personas. La extensión del término es de 42,25 km², con una densidad de población de 285,49 habitantes por km².
Gistel está hermanada con la ciudad alemana de Büdingen.

## Historia
Villa del Condado de Flandes, fue destruida en 1488 por las tropas de Maximiliano de Austria durante la revuelta flamenca. Durante la guerra de los Ochenta Años, mediante acuerdo se sumó a los Países Bajos Españoles el 20 de mayo de 1584.

## Geografía

### Secciones del municipio
El municipio comprende los antiguos municipios, que se fusionaron en 1977:
| - Gistel - Moere - Snaaskerke - Zevekote |

## Demografía

### Evolución
Todos los datos históricos relativos al actual municipio, el siguiente gráfico refleja su evolución demográfica, incluyendo municipios después de efectuada la fusión el 1 de enero de 1977.
| Gráfica de evolución demográfica de Gistel entre 1846 y 2020 |
|                                                              |

## Habitantes famosos
- Sylvère Maes, ganador del Tour de Francia en 1936 y 1939, nació en Gistel en 1909.
- Johan Museeuw, ganador del Campeonato del Mundo de ciclismo 1996; Tour de Flandes en 1993, 1995 y 1998 & París-Roubaix en 1996, 2000 y 2002.